# 臺灣雲林地方法院
23°42′56″N 120°26′01″E / 23.715631°N 120.433734°E
臺灣雲林地方法院，是中華民國的三級法院之一，位於台灣雲林縣，屬於普通法院，通常又被簡稱為雲林地方法院或雲林地院。

## 沿革
現今的雲林地區在台灣日治時期初期一度有法院之設，1896年，台灣改行民政，總督府以律令第一號公布「台灣總督府法院條例」，該年7月15日依該條例曾成立名為雲林地方法院之法院，惟旋於1897年11月15日被廢止，相關司法案件由嘉義地方法院接管。1898年7月1日又改由臺中地方法院管理。
- 1898年7月19日總督府改正「臺灣總督府法院條例」後，全台地方法院僅餘三座，今雲林地區之案件於1901年11月又歸臺南地方法院嘉義出張所管轄。
- 1909年10月25日至1919年1月7日間，嘉義出張所被降為登記所，今雲林地區之案件歸臺南地方法院直接管轄。
- 1919年8月8日，台南地方法院嘉義支部成立，今雲林縣境（至日治末期為斗六郡、虎尾郡及北港郡）之司法案件轉歸該支部審理。
- 二次大戰後，國府接收台灣，1947年3月1日，嘉義地方法院成立，轄區包括雲林縣及嘉義縣。
- 1956年4月15日，在雲林縣虎尾鎮設立臺灣嘉義地方法院雲林庭，受理雲林縣北港鎮、四湖鄉、口湖鄉及水林鄉4鄉鎮（此4鄉鎮加上元長鄉即為日治時期之北港郡）以外之16鄉鎮的民事案件；而該4鄉鎮之民事案件及所有鄉鎮之刑事案件仍由嘉義地方法院受理。
- 因雲林庭所在辦公處過於狹小，遂有籌設獨立法院之議，1964年7月1日，本院正式成立，所轄區域為雲林縣全境。
- 1965年，本院建築於同年開工及完工，同年12月28日遷入辦公，該建築使用至今。

## 歷任院長
| 任別 | 姓名   | 任期                           |      |
| 院長 | 院長   | 院長                           | 院長 |
| ---- | ------ | ------------------------------ | ---- |
| 1    | 褚劍鴻 | 1964年7月－1968年10月          |      |
| 2    | 王瑞林 | 1968年10月－1971年3月          |      |
| 3    | 吳 治  | 1971年3月－1976年10月          |      |
| 4    | 賴硃隆 | 1976年10月－1981年3月          |      |
| 5    | 孫嘉祿 | 1981年3月－1982年12月          |      |
| 6    | 丁道生 | 1982年12月－1984年7月          |      |
| 7    | 吳天惠 | 1984年7月－1986年12月          |      |
| 8    | 王玉成 | 1986年12月－1989年1月          |      |
| 9    | 謝在全 | 1989年1月－1991年12月          |      |
| 10   | 陳丁坤 | 1991年12月－1993年10月         |      |
| 11   | 沈守敬 | 1993年10月－1995年5月          |      |
| 12   | 葉百修 | 1995年5月－1997年12月          |      |
| 13   | 林大洋 | 1997年12月－1999年11月         |      |
| 14   | 林開任 | 1999年11月－2001年5月          |      |
| 15   | 劉令祺 | 2001年5月－2002年12月          |      |
| 16   | 翁慶珍 | 2001年8月－2003年12月          |      |
| 17   | 王增瑜 | 2004年1月－2005年10月          |      |
| 18   | 洪兆隆 | 2005年10月31日－2008年8月30日  |      |
| 19   | 王聰明 | 2008年9月1日－2009年12月29日   |      |
| 20   | 蘇清恭 | 2009年12月30日－2012年3月29日  |      |
| 21   | 何志通 | 2012年3月30日－2016年6月27日   |      |
| 22   | 張國忠 | 2016年6月28日－2019年12月17日  |      |
| 23   | 李淑惠 | 2019年12月18日－2021年12月26日 |      |
| 24   | 劉長宜 | 2021年12月27日－2024年4月11日  |      |
| 25   | 卓進仕 | 2024年4月12日－現任            |      |

## 管轄區域
| 庭區       | 管轄區域                                                                                   | 備註                                                                 |
| ---------- | ------------------------------------------------------------------------------------------ | -------------------------------------------------------------------- |
| 斗六簡易庭 | 雲林縣斗六市 雲林縣林內鄉 雲林縣古坑鄉 雲林縣莿桐鄉 雲林縣斗南鎮 雲林縣大埤鄉              | 簡易庭受理第一審民、刑事訴訟簡易事件及違反社會秩序維護法案件之審理。 |
| 虎尾簡易庭 | 雲林縣虎尾鎮 雲林縣土庫鎮 雲林縣褒忠鄉 雲林縣元長鄉 雲林縣西螺鎮 雲林縣二崙鄉 雲林縣崙背鄉 | 簡易庭受理第一審民、刑事訴訟簡易事件及違反社會秩序維護法案件之審理。 |
| 北港簡易庭 | 雲林縣北港鎮 雲林縣水林鄉 雲林縣四湖鄉 雲林縣臺西鄉 雲林縣東勢鄉 雲林縣麥寮鄉 雲林縣口湖鄉 | 簡易庭受理第一審民、刑事訴訟簡易事件及違反社會秩序維護法案件之審理。 |

## 組織
- 院長
- 民事庭
- 刑事庭
- 少年及家事庭
- 簡易庭
- 民事執行處
- 公設辯護人室
- 司法事務官室
- 調查保護人室
- 公證處
- 登記處
- 提存所
- 書記處
  - 民事紀錄科
  - 刑事紀錄科
  - 少年及家事紀錄科
  - 民事執行紀錄科
  - 研考科
  - 總務科
  - 資料科
  - 文書科
  - 訴訟輔導科
  - 法警室
- 人事室
- 會計室
- 統計室
- 政風室
- 資訊室

## 特色
- 本院轄區人口為672,557人（2021年8月），是中華民國所轄人口排行第13的地方法院。
- 目前中華民國自由地區轄下設於縣境內之地方法院中，僅有二座未位於縣治所在地，本院是其一（另一座是彰化地方法院），因為法院所在地的關係，當地人習慣稱呼虎尾地方法院或虎尾法院，據說是因當初中華民國政府於1950年設立雲林縣時，虎尾鎮爭取成為縣治未果，當局為平息地方人士之不滿，即將地方法院設於虎尾。
- 因現有辦公廳舍老舊狹小，已有搬遷計畫，國防部同意撥用虎尾空軍基地的5公頃土地供作遷建之用。[3]

## 外部連結
- 雲林地方法院首頁 （页面存档备份，存于）（中文）（英文）